# 1924 Horus
Horus (asteroide 1924) é um asteroide da cintura principal com um diâmetro de 12,28 quilómetros, a 2,0292163 UA. Possui uma excentricidade de 0,1324364 e um período orbital de 1 306,58 dias (3,58 anos).
Horus tem uma velocidade orbital média de 19,47507849 km/s e uma inclinação de 2,73455º.
Esse asteroide foi descoberto em 24 de Setembro de 1960 por Cornelis van Houten, Ingrid van Houten-Groeneveld.